# Servi camerae

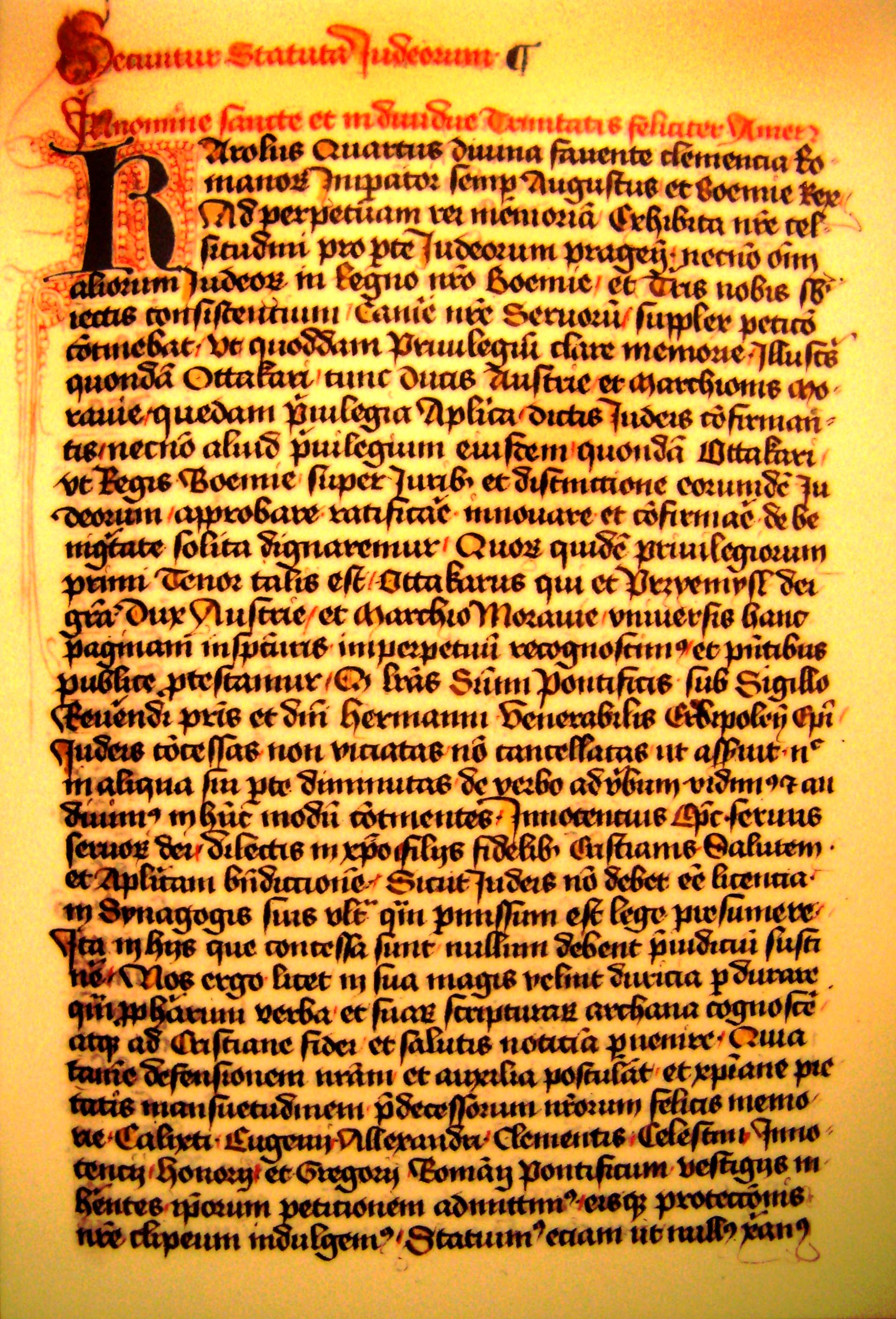
Statuta Iudaeorum, vymezující postavení českých židů jako servi camerae regiae, potvrzená Karlem IV.

Servi camerae (česky služebníci komory [tj. císařské, královské, knížecí apod.]; německy Kammerknechtschaft) je latinské označení právního vztahu mezi židovským obyvatelstvem a panovnickou komorou. Tento vztah vznikl, aby zabránil napadání židovského obyvatelstva, ale zároveň také zajistil příjmy královské komoře.
Panovník v privilegiu, které tento vztah vymezovalo, stanovil židovské obyvatelstvo za svůj majetek, a jakýkoliv útok proti židům byl tudíž posuzován jako útok na královský majetek a podle toho byl také trestán. Židé rovněž spadli pod přímou jurisdikci krále a nepodléhali např. městským soudům. Panovník se tímto způsobem zaručoval zajišťovat bezpečnost židovského obyvatelstva na svém území, za což mu ovšem židé byli povinni platit daně a případně i další poplatky.
Vůbec poprvé použil sousloví servi camerae ve své listině císař Fridrich II. roku 1234. V Českém království vydal takové privilegium poprvé Václav I., jeho text však zůstává neznámý. Prvním známým textem, který ošetřuje postavení židů jako servi camerae regis jsou Statuta Iudaeorum, která vydal mezi lety 1254 a 1262 Přemysl Otakar II. V Polsku byla tato instituce zakotvena roku 1264 knížetem Boleslavem V. v kališských statutech.